# ماریان لیمپرت
ماریان لیمپرت (به انگلیسی: Marianne Limpert) (زادهٔ ۱۰ اکتبر ۱۹۷۲) شناگر اهل کانادا است.